# Akiza (artiste)
Pour les articles homonymes, voir Akiza et Deschamps.
Akiza, de son vrai nom Robinson Deschamps, est un graphiste, calligraphe et designer français né à Manosque en 1976.
Sa poupée emblématique au style japonisant est au cœur de son œuvre, emprunte des esthétiques gothiques et fétichistes.

## Biographie
Akiza a fait partie du collectif toulousain Tous les Anges.
A la manière de Christo, Akiza est depuis 2005 le nom d'artiste d'un couple : Robinson et sa compagne Yoshii.

### Graphisme et polices d'écriture
Après un stage de calligraphie latine, Robinson s'inscrit au Scriptorium de Toulouse pour apprendre la fonderie et la calligraphie. A ce titre, il participe au Salon du livre du Caire en 2001. Il est réinvité en 2002 à la demande de l'Institut français d'archéologie orientale, pour qui il crée la police La Mounira.
En 2003, Robinson obtient le Prix Spécial du Jury du Morisawa Type Design Competition.
Il a également travaillé au lettrage du label de musique indépendant Prikosnovénie.

### Akiza, poupée néo-gothique
L'emblématique personnage est né après un voyage au Japon, son nom est la fusion de deux prénoms et la connotation nippone est fortuite.
À l'origine concentré sur la peinture, la calligraphie et le design, Akiza s'est également lancé dans le street art à partir de 2012 et a ouvert une galerie à Montmartre.

### Style et influences
La petite poupée de style japonais pourrait évoquer une geisha même si Akiza s'en défend. La symétrie parfaite ou presque joue un rôle important dans les œuvres et même le nom du personnage.
Parmi les influences visuelles d'Akiza, on trouve l'horreur biologique de Hans Ruedi Giger, le noir et blanc d'Hugo Pratt ou Frank Miller, l'adolescence rebelle d'Emily the Strange ou encore le cyberpunk de Shin'ya Tsukamoto.

## Expositions
- 2008, Intimités - Akiza (design), Jean-Pierre Ceytaire (peintures), Andy Julia (photographies), Atelier Gustave, 14e arrondissement de Paris[7]
- 2009, Chimera Obscura, Le Cabinet des Curieux
- 2010, Ex Cathedra, Galerie Lemniscate à Toulouse[8]
- 2013, It's my lucky day, sure it is...
- 2013, Ciel Rouge, Dijon
- 2014, Fukushima, mon amour
- 2015, L’œil et la Princesse[9]
- 2015, Dalí fait le mur, Espace Dalí[10]
- 2017, SPiN THaT SH*T
- 2017, Frustration, La Machine du Moulin Rouge

## Autres œuvres
- Opus Délits n°62, Critères Éditions (2017)[11]  (ISBN 978-2-35955-014-6)
- Ys Atlov, logotype (2014)[12]

## Ressources
- Mute Akiza (2009), monographie aux Éditions Ragage, Arnaud Oliveux et Jean-Luc Hinsinger  (ISBN 978-2-37026-029-1)